# Doliochoerus
Doliochoerus — вимерлий рід свиновидих. Скам'янілості представляють олігоцен Франції (1 колекція) та Італії (1).